# Paul Masson
Paul Masson, född 30 november 1874, död 30 november 1945 var en fransk cyklist, som tog 3 guldmedaljer, vid olympiska sommarspelen 1896 i Aten.